# 仁和里 (臺南市東區)
22°58′13″N 120°14′09″E / 22.9701464°N 120.2357667°E
仁和里位在由臺南市東區自由路一段、東門路三段308巷、仁和路與仁和路107巷至仁和路139巷圍成的區域之中，東鄰仁德區仁德里，南臨德高里，西鄰崇善里，北鄰和平里。
昔仁和里(境含東區德高厝、仁德牛稠仔等)里廟，範圍廣袤，歷史久遠，鄭氏治台時期，本莊尚無漢人開墾，仁和里在虎頭山南有下灣，山北有大林等莊。入清之初，泉州府南安縣陳元亨率眾入墾此，稱竹篙厝。仁和里原為德高里的一部分，1970年（民國五十九年）臺南市政府在里內的仁和路北側興建二樓平價住宅以容納公園南路的違章建築戶，兩年後又在這批住宅北側興建國宅，使得此區人口增加，而在1974年（民國六十三年）7月1日從德高里獨立出來，之後北部在民國七十一年（1982年）8月1日獨立成和平里，遂成今天的轄區。